# صموئيل بي بوش
صموئيل بي بوش (بالإنجليزية: Samuel P. Bush) (و. 1863 – 1948 م) هو رجل أعمال من الولايات المتحدة الأمريكية ولد في نيو جيرسي.